# Nižná Rybnica
Nižná Rybnica je naseljeno mjesto u okrugu Sobrance u Košickom kraju u Slovačkoj.

## Stanovništvo
| Godina:     | 1993. | 2003.    | 2013.   | 2023.   |
| ----------- | ----- | -------- | ------- | ------- |
| Broj ljudi: | 358   | 412      | 421     | 416     |
| Razlika:    |       | +15,08 % | +2,18 % | -1,18 % |

| Godina:     | 2022. | 2023.   |
| ----------- | ----- | ------- |
| Broj ljudi: | 423   | 416     |
| Razlika:    |       | -1,65 % |

Prema podatcima o broju stanovnika iz 2023. godine naselje je imalo 416 stanovnika.

## Vanjske poveznice
|  | Zajednički poslužitelj ima još gradiva o temi Nižná Rybnica |

- Službena stranica naselja (sl.)